# Neomomonia hopkinsi
Neomomonia hopkinsi är en kvalsterart som beskrevs av Cook 1983. Neomomonia hopkinsi ingår i släktet Neomomonia och familjen Momoniidae. Inga underarter finns listade i Catalogue of Life.